# Захвали својим срећним звездама
Захвали својим срећним звездама (енгл. Thank Your Lucky Stars) је амерички филм из 1943. године, режисера Дејвида Батлера. У филму се појављују велики број познатих глумаца као што су Хамфри Богарт, Бети Дејвис, Ерол Флин, Оливија де Хавиленд, Ајда Лупино, Ен Шеридан, Алексис Смит, Хати Макданијел и многи други.